# François-Norbert Blanchet
Pour les articles homonymes, voir Blanchet.

François-Norbert Blanchet (30 septembre 1795 - 18 juin 1883) était un missionnaire et un prélat catholique. Premier archevêque d'Oregon City, il fut l'un des premiers à évangéliser l'Ouest américain et canadien.

## Biographie
Né à Saint-Pierre-de-la-Rivière-du-Sud, dans la province de Québec, il étudia au séminaire de Québec en 1813 avec son frère Augustin-Magloire après trois années passées à l'école du village. Ordonné prêtre le 18 juillet 1819, il vécut à la cathédrale avant d'être envoyé à Richibouctou pour servir auprès des Micmacs et des colons acadiens, avec lesquels il fit son apprentissage missionnaire par la pauvreté, l'isolement et moult difficultés. 
En 1827, il fut appelé à Montréal et nommé pasteur de l'église Saint-Joseph de Soulanges, une cure de deux mille âmes. Lors de l'épidémie de choléra de 1832, le père Blanchet se porta en aide aux malades avec tant de dévotion que les protestants lui présentèrent une lettre testimoniale. En 1837, il fut nommé vicaire général par l'archevêque Joseph Signay pour la mission de l'Oregon, une vaste mission jamais auparavant visitée par un prêtre, et il s'en alla le 3 mai 1838 accompagné par le Révérend Père Modeste Demers et avec l'autorisation de la Compagnie de la Baie d'Hudson. 
Le périple depuis Lachine jusque vers le Fort Vancouver, une distance d'environ 8 000 kilomètres, fut effectué par canots, par portage, par barge, par cheval et par bateau léger. Il leur prit neuf jours pour traverser les montagnes Rocheuses, au sommet desquelles le père Blanchet célébra la messe. Ils arrivèrent au Fort Vancouver le 24 novembre. Le territoire assigné aux prêtres comprenait plus de 970 000 km2. Il s'étendait de la Californie à l'Alaska et des montagnes Rocheuses jusqu'à l'Océan Pacifique. 
Pendant quatre années, ils œuvrèrent seuls, allant d'établissement en établissement, faisant face à tous les périls d'un pays sauvage, ramenant les fidèles dispersés vers la pratique de la religion tout en instruisant les peuples autochtones. Puis, deux autres prêtres canadiens vinrent à leur assistance, les révérends père A. Langlois et Z. Boldue. En 1844, leur contingent fut renforcé par le grand missionnaire Pierre-Jean De Smet et quatre autres prêtres jésuites trois frères laïcs et six sœurs de Notre-Dame de Namur. 
L'immense territoire de la mission de l'Oregon fut érigé en vicariat apostolique le 1er décembre 1843. Le père Blanchet fut nommé  pour être son premier vicaire apostolique ; il fut aussi nommé évêque titulaire de Philadelphie-en-Lydie (de). Les lettres de Rome arrivèrent en août de 1844. Pour recevoir la consécration épiscopale, il partit vers le Canada le 5 décembre, embarqua dans un bateau à vapeur sur le fleuve Columbia, toucha le sol à Honolulu, doubla le Cap Horn, atterrit  en Angleterre à Douvres, prit le train pour Liverpool, prit un vaisseau pour Boston et poursuivit son chemin par rail vers Montréal, un immense périple de 35 400 kilomètres. 
Il fut consacré par l'évêque Bourget à la cathédrale Saint-Jacques de Montréal le 25 juillet 1845. Plus tard, il revint en Europe, visitant Rome, la France, la Belgique, l'Allemagne et l'Autriche dans les intérêts de son diocèse. Il rassembla six prêtres séculiers, quatre prêtres jésuites, trois frères laïcs et sept sœurs de Notre-Dame. Ils naviguèrent en partant de Brest le 22 février 1847 et atteignirent le fleuve Columbia le 12 août. 
Transféré au siège apostolique de Drasus (de) le 4 mai 1844, pour éliminer la confusion avec le nouveau diocèse de Philadelphie, aux États-Unis, il reçut ensuite le titre d'archevêque de l'Oregon City lorsque son vicariat fut élevé en province ecclésiastique le 24 juillet 1846. Son frère Augustin-Magloire fut à son tour nommé évêque de Walla Walla, alors que le père Modeste Demers était nommé évêque de l'île de Vancouver. 
Nourri d'un zèle apostolique infatigable, il convoqua son premier concile provincial en 1848, assista au premier concile plénier de Baltimore en 1852 ; en 1855, il partit pendant deux années chercher des missionnaires en Amérique du Sud au Chili, au Pérou et en Bolivie ;  de retour au Canada en 1859, il ramena avec lui trente-et-un prêtres, sœurs et servants. Il assista au deuxième conseil plénier de Baltimore  en 1866 ; il célébra, le 19 juillet 1869, le jubilé d'or de son ordination, et au mois d'octobre suivant il s'en alla à Rome pour voter en faveur du dogme de l'infaillibilité pontificale. Il était encore dans la ville le 26 septembre 1870, lorsque le pouvoir temporel de la papauté fut enlevé de force. 
Quand l'évêque Seghers fut nommé pour être son coadjuteur, il se retira à l'hôpital des sœurs de la Providence de Portland. Il écrivit l'histoire de la mission de l'Oregon dans ses esquisses publiées dans le journal catholique de la ville. En 1880, il résigna cette charge apostolique et fut nommé archevêque d'Amida (titre honorifique). Consécrateur de trois évêques, Demers, D'Herbomez et Seghers, il avait trouvé sur la côte du Pacifique un désert autant spirituel  que matériel ; il quitta, après quarante-six années de travail, une province ecclésiastique bien pourvue. Son nom sera pour toujours illustre dans l'histoire de l'Église en Amérique en tant que premier archevêque du Nord-Ouest et apôtre de l'Oregon.